# Walworth megye (Dél-Dakota)
Walworth megye az Amerikai Egyesült Államokban, azon belül Dél-Dakota államban található. Megyeszékhelye Selby, legnagyobb városa Mobridge. Lakosainak száma 5315 fő (2020. április 1.). Walworth megye Campbell, Potter, McPherson, Edmunds, Dewey és Corson megyékkel határos.

## Népesség
A megye népességének változása:
| Lakosok száma | 5446 | 5574 | 5471 | 5524 | 5443 | 5315 |
|               | 2010 | 2011 | 2012 | 2013 | 2015 | 2020 |